# 荷蘭國際水利環境工程學院

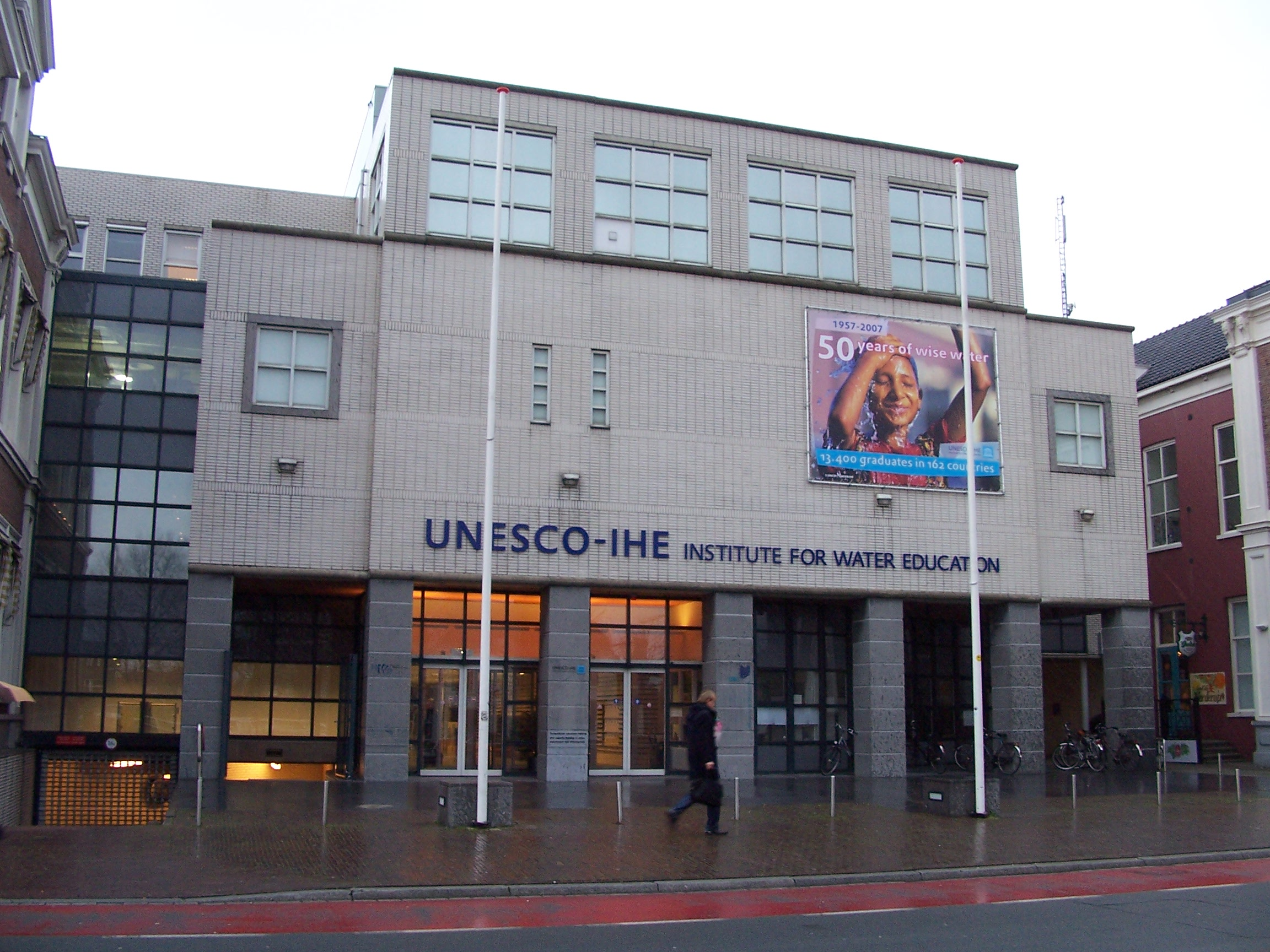
UNESCO-IHE

荷蘭國際水利環境工程學院（英語：UNESCO-IHE）為一所本部坐落於荷蘭代尔夫特的国际院校，於2003年由聯合國教科文組織和荷蘭政府共同成立，屬於聯合國教科文組織成員國共同擁有的I類機構。

## 校史
本學院脱胎于原IHE学院。IHE学院从水利工程国际课程（成立于1957年）发展而来，1976年该课程更名为國際水利環境工程學院（IHE）。
UNESCO-IHE完全靠预算外资金进行运作，代表了联合国教科文组织内部一种新颖独特的模式，即通过创新的企业方式确保资金来源。该学院是世界上最大的水教育机构，是联合国系统中唯一被授权可以授予理学硕士学位的机构。
UNESCO-IHE大大地强化了其他院校和研究机构的成果、增加水领域专业人士的知识技能。联合国教科文组织的成员国可以在人力资源和机构能力培养方面获得UNESCO-IHE提供的知识和服务，对于实现千年发展目标、约翰内斯堡实施计划 (21世纪议程) 和其他全球水目标的努力具有极其重要的意义。
UNESCO-IHE的功能包括：
- 在制定水教育硕士研究生项目和职业再教育的国际标准方面发挥领导作用；
- 为发展中国家提供能力建设培训；
- 提供教育、培训和研究项目；
- 在世界范围内建立并管理教育、水领域机构和组织的网络；
- 作为联合国教科文组织成员国和其他利益相关者的“政策论坛”；
- 提供水教育方面的专业知识和建议。

自1957年成立之日起，IHE已为来自160个国家、超过14,500名专业人士 (包括工程师和科学家) 提供了硕士研究生教育，几乎涵盖了所有发展中国家/转型国家。已有超过130位博士研究生从学院毕业，并在世界范围内实施了大量研究和能力建设项目。

## 联合国教科文组织在水领域方面的工作
联合国教科文组织在水领域方面的工作建立在三个基础之上。其核心基础是长期的国际水文计划 (IHP) ，目前由学术和专业机构、国际水文计划国家委员会和联合国教科文组织的190个成员国政府共同实施。
第二个基础是由作为联合国教科文组织不可或缺部分的UNESCO-IHE，以及另外10个相关地区和国际中心提供的。
第三个基础是世界水评价计划 (WWAP) ，该计划由联合国系统的24个机构联合发起。联合国的世界水评价计划由联合国教科文组织主持，于2003年发布了世界水发展报告，第一次对全世界的水资源进行了评估。作为三年计划的一部分，2006年发布了第二份报告。